# Magnus Hammar (militär)
Sven Magnus Gotthard Hammar, född 18 januari 1908 i Skara församling i Skaraborgs län, död 12 oktober 1967 i Skeppsholms församling i Stockholms stad, var en svensk militär.

## Biografi
Hammar avlade studentexamen i Skara 1926. Han avlade sjöofficersexamen vid Sjökrigsskolan 1930 och utnämndes samma år till fänrik i flottan, där han befordrades till underlöjtnant 1932 och löjtnant 1934. Han gick allmänna kursen vid Sjökrigshögskolan 1936–1937 och artillerikursen där 1937–1939, befordrades till kapten 1941, studerade vid Tekniska högskolan 1941–1942 och befordrades till kommendörkapten av andra graden 1948. År 1953 befordrades han till kommendörkapten av första graden, varpå han var chef för Artilleribyrån i Vapenavdelningen i Marinförvaltningen 1953–1955, fartygschef på kryssaren Gotland 1955–1956 och fartygschef på kryssaren Tre Kronor 1956–1957. Hammar befordrades till kommendör 1957 och var därefter inspektör för sjöartilleritjänsten i Artilleritjänstavdelningen i Marinstaben 1957–1958 och chef för Vapenavdelningen i Marinförvaltningen 1958–1967.
Magnus Hammar invaldes som ledamot av Kungliga Örlogsmannasällskapet 1949 och som ledamot av Kungliga Krigsvetenskapsakademien 1955.
Magnus Hammar var son till direktör Sven Hammar och grevinnan Eva Hamilton. Han gifte sig 1932 med Maja Rydner (född 1907). Han är begravd på Solna kyrkogård.

### Utmärkelser
- Riddare av Svärdsorden, 1949.[10]
- Riddare av första klassen av Vasaorden, 1952.[11]
- Kommendör av Svärdsorden, 1960.[12]
- Kommendör av första klass av Svärdsorden, 1963.[13]